# Alan's Psychedelic Breakfast
Alan's Psychedelic Breakfast ("la colazione psichedelica di Alan") è un brano musicale strumentale pubblicato nel 1970 come ultima traccia dell'album Atom Heart Mother dei Pink Floyd. È un brano di musique concrète mista a strumenti tradizionali, diviso in tre sezioni. Il gruppo, nonostante il lavoro certosino di rifinitura, non fu mai soddisfatto del risultato finale, tanto che Gilmour definì il suo contributo al brano, messo insieme all'ultimo minuto, "una schifezza totale".

## Descrizione
Il brano venne ideato dalle stesse idee che avevano dato vita alla performance che precedeva l'esecuzione dal vico della suite The Man and The Journey nella quale il gruppo, posto al centro del palco, sorseggiava del tè servito da un roadie, Alan Styles.
La composizione è un brano prevalentemente strumentale in tre movimenti accreditato a tutti e quattro i componenti il gruppo; al batterista Nick Mason si deve principalmente l'idea di realizzare un brano strumentale con in sottofondo i rumori di una colazione, che vennero registrati nella sua cucina; queste registrazioni vennero poi integrate con alcune parti parlate da Alan Styles e infine sovrapposte e integrate lungo il brano strumentale suonato dal gruppo.
Alan Styles (che appare sul retro di copertina dell'album Ummagumma), si prepara la colazione parlottando tra sé e sé («A cup of coffee [...] Marmalade, I like marmalade»), e ripensando alle passate colazioni fatte in America («Breakfast in Los Angeles. Macrobiotic stuff...»); nel brano quindi alla parte suonata si aggiunsero i rumori prodotti durante la preparazione della colazione come accendere i fornelli, friggere il bacon, mettere i cereali nel latte, bere e mangiare e altro. Gli effetti sonori vennero registrati da Nick Mason nella sua casa con un registratore a bobina Revox. 
Lo spunto per questo pezzo, che in parte già veniva eseguito con un diverso titolo nella esecuzione dal vivo della suite The Man del 1969, deriva da una jam tenutasi in una delle ultime apparizioni dal vivo di Syd Barrett nel 1968. Il primo leader dei Floyd nel bel mezzo di un concerto abbandonò la scena per ritirarsi nelle quinte. Poco dopo riapparve con un fornello da campo e una padella. Mentre i suoi compagni si esibivano Syd prese il microfono e lo piazzò vicino al fornello; tirò fuori un uovo e se lo cucinò davanti a tutti, mentre il microfono restituiva in stereo a tutti gli astanti, lo sfrigolio della cottura.
Intermezzi simili furono poi proseguiti dal gruppo anche dopo l'abbandono di Barrett come nel caso dell'esecuzione dal vivo della suite The Man.

### Movimenti

#### A:Rise and Shine
Il brano si apre con un rubinetto che gocciola. Alan entra in cucina in ciabatte e l'immagine stereofonica simula il suo avvicinamento all'ascoltatore; quindi la sua voce menziona, tra l'altro, caffè e marmellata tra i suoi cibi d'elezione al mattino; ciascuna frase si ripete più volte, come in un'eco molto lenta. Segue il rumore ripetuto di un fiammifero sfregato che introduce gli accordi iniziali del tema; la musica è una sorta di canone ottenuto moltiplicando melodie al pianoforte tramite la sovraincisione. Si aggiungono poi tutti gli altri strumenti.

#### B:Sunny Side Up
Un nuovo commento di Styles sul cibo macrobiotico a Los Angeles introduce la seconda parte; il roadie versa cereali, zucchero e latte in una ciotola e, con l'ingresso della musica, li mangia piuttosto rumorosamente. La parte musicale consiste in arpeggi e melodie eseguiti alla chitarra acustica, con sovraincisioni di pedal steel guitar. La sezione sfuma nel rumore di un uovo che frigge in padella (in inglese, appunto: sunny side up).

#### C:Morning Glory
Come il fiammifero in apertura, gli scoppiettii dell'uovo nel tegamino "segnalano" l'entrata degli stessi accordi di Rise and Shine. La terza e ultima parte vede tutto il gruppo suonare su una lunga progressione di accordi mentre la voce di Styles fa riferimento ai semi dell'ipomea da lui particolarmente amati e dagli effetti allucinogeni. Sulla coda del brano, rumori delle stoviglie lavate, quindi il protagonista si allontana ed "esce" dalla cucina con lo stesso artificio stereofonico dell'inizio, lasciando di nuovo solo il rubinetto che perde. Su alcune edizioni del disco il gocciolio proseguiva anche sull'inner groove del vinile, in modo da continuare "all'infinito" sui giradischi privi di ritorno automatico del braccio.

## Esecuzioni dal vivo
Il gruppo era intenzionato a rendere il brano parte fissa della scaletta del tour americano dell’autunno 1970 ma, a causa di vari problemi logistici, i progetti furono modificati e il brano venne eseguito solo poche volte in Gran Bretagna nel dicembre 1970.

## Formazione
Pink Floyd
- Richard Wright: Piano, Mellotron, organo Hammond, orchestrazione
- Roger Waters: chitarra ritmica, basso elettrico, collage effetti su nastro
- David Gilmour: chitarra elettrica e acustica, lap steel doppiata
- Nick Mason: batteria, percussioni, collage nastri, registrazione suoni

Altri contributi
- Alan Styles: voce, effetti sonori

Tecnici del suono
- Peter Bown
- Alan Parsons